# Jonathan Ogden
Jonathan Philip Ogden (* 31. Juli 1974 in Washington, D.C.) ist ein ehemaliger US-amerikanischer American-Football-Spieler auf der Position des Offensive Tackles. Er spielte zwölf Jahre für die Baltimore Ravens in der National Football League (NFL) und gewann mit den Ravens den Super Bowl XXXV. Ogden wurde 2013 in die Pro Football Hall of Fame aufgenommen.

## Jugend
Jonathan Ogden wurde am 31. Juli 1974 als Sohn eines Investmentbankers und einer Anwältin geboren. Er besuchte die St. Albans School, wo er American Football spielte und im Kugelstoßen und Diskuswurf erfolgreich war.

## College
Ogden wählte die University of California, Los Angeles (UCLA) für seine Zeit im College Football aus. In seiner zweiten Saison gewann er mit den Bruins die Pac-10-Meisterschaft und kam mit ihnen in den Rose Bowl, wo sie der University of Wisconsin mit 16:21 unterlagen.
Nach der Saison 1995 gewann er die Outland Trophy und die Morris Trophy.

## NFL
Nach ihrem Umzug von Cleveland (als die ursprünglichen Cleveland Browns) nach Baltimore, wählten die Baltimore Ravens in ihrem ersten NFL Draft unter neuem Namen, Jonathan Ogden als vierten Spieler des Drafts aus.
Ogden bestritt bereits in seiner Rookie-Saison jedes Spiel als Starter von Beginn an. Während er in dieser Saison noch als Left Guard eingesetzt wurde, spielte er ab seiner zweiten Saison in der NFL als Left Tackle. Ab seiner zweiten Saison wurde er nach jeder Saison in den Pro Bowl gewählt.
Mit den Ravens gewann Odgen nach der Saison 2000 den Super Bowl. Sie besiegten im Super Bowl XXXV die New York Giants mit 34:7.

## Ehrungen
Jonathan Ogden wurde elf Mal in den Pro Bowl und neun Mal zum All-Pro gewählt. Er ist Mitglied im NFL 2000s All-Decade Team und wurde vier Monate nach seinem Karriereende von den Ravens in den Baltimore Ravens Ring of Honor aufgenommen. Er ist Mitglied in der College Football Hall of Fame und wurde 2013 in die Pro Football Hall of Fame aufgenommen.

## Privat
Ogden heiratete 2004 Kema Hunt. Er gründete 1996 die Jonathan Ogden Foundation, eine Stiftung, die sich um Jugendliche in benachteiligten Gemeinden kümmert.